# Lance Davids
Lance Davids (Cidade do Cabo, 11 de abril de 1985) é um futebolista sul-africano que atua como meio-campista. Atualmente joga pelo Lierse SK.

## Carreira
Davids representou o elenco da Seleção Sul-Africana de Futebol no Campeonato Africano das Nações de 2008.